# Delray Beach International Tennis Championships 2007 - Singolare
Il singolare del torneo di tennis Delray Beach International Tennis Championships 2007, facente parte dell'ATP Tour, ha avuto come vincitore Xavier Malisse che ha battuto in finale James Blake con il punteggio di 5–7,6-4,6-4.

## Round Robin

### Round Robin 1
|   | Round Robin 1          | BLA          | KEN          | JEN          |
| 1 | James Blake (1) (2-0)  |              | BLA 6-3, 6–2 | BLA 6-1, 6–3 |
| 2 | Robert Kendrick (1-1)  | BLA 3–6, 2–6 |              | KEN 6-4, 6–4 |
| 3 | Scoville Jenkins (0-2) | BLA 1–6, 3–6 | KEN 4–6, 4–6 |              |

- Vincitore del round robin:  James Blake

### Round Robin 2
|   | Round Robin 2           | MAY               | KUN          | PAV               |
| 1 | Florian Mayer (5) (2-0) |                   | MAY 6-1, 6–3 | MAY 6-3, 3–6, 6–2 |
| 2 | Igor' Kunicyn (0-2)     | MAY 1–6, 3–6      |              | PAV 1–6, 3–6      |
| 3 | Andrei Pavel (1-1)      | MAY 3–6, 6–3, 2–6 | PAV 6-1, 6–3 |                   |

- Vincitore del round robin:  Florian Mayer

### Round Robin 3
|   | Round Robin 3             | BEC             | KIM             | LEV          |
| 1 | Benjamin Becker (4) (2-0) |                 | BEC 7–6(4), 6–3 | BEC 6-3, 6–3 |
| 2 | Kevin Kim (0-2)           | BEC 6(4)–7, 3–6 |                 | LEV 2–6, 2–6 |
| 3 | Jesse Levine (1-1)        | BEC 3–6, 3–6    | LEV 6-2, 6–2    |              |

- Vincitore del round robin:  Benjamin Becker

### Round Robin 4
|   | Round Robin 4                   | KOH                  | DEL                  | SAN               |
| 1 | Philipp Kohlschreiber (6) (0-2) |                      | DEL 7–6(6), 1–6, 4–6 | SAN 5–7, 3–6      |
| 2 | Amer Delić (1-1)                | DEL 6(6)–7, 6–1, 6–4 |                      | SAN 3–6, 6–4, 3–6 |
| 3 | Davide Sanguinetti (2-0)        | SAN 7-5, 6–3         | SAN 6-3, 4–6, 6–3    |                   |

- Vincitore del round robin:  Davide Sanguinetti

### Round Robin 5
|   | Round Robin 5                    | GAR             | PLE                        | GAB                        |
| 1 | Guillermo García López (7) (2-0) |                 | GAR 6-3, 7–6(5)            | GAR 6-3, 6–2               |
| 2 | Kristian Pless (0-2)             | GAR 3–6, 6(5)–7 |                            | GAB 6(9)–7, 7–6(2), 6(5)–7 |
| 3 | Tejmuraz Gabašvili (1-1)         | GAR 3–6, 2–6    | GAB 7–6(9), 6(2)–7, 7–6(5) |                            |

- Vincitore del round robin:  Guillermo García López

### Round Robin 6
|   | Round Robin 6                                                    | MAL                     | SCH                     | FAL             |
| 1 | Xavier Malisse (3) (1-1) (60% di set vinti e 50% di games vinti) |                         | SCH 7–6(4), 6(1)–7, 3–6 | MAL 6-4, 7–6(6) |
| 2 | Rainer Schüttler (1-1)(40% di set vinti e 48.1% di games vinti)  | SCH 6(4)–7, 7–6(1), 6–3 |                         | FAL 4–6, 3–6    |
| 3 | Alejandro Falla (1-1)(50% di set vinti 52.4% di games vinti)     | MAL 4–6, 6(6)–7         | FAL 6-4, 6–3            |                 |

- Vincitore del round robin:  Xavier Malisse

### Round Robin 7
|   | Round Robin 7            | SPA          | GRE          | SWE          |
| 1 | Vincent Spadea (8) (2-0) |              | SPA 6-2, 7–5 | SPA 7-5, 6–4 |
| 2 | Simon Greul (0-2)        | SPA 2–6, 5–7 |              | SWE 2–6, 2–6 |
| 3 | Ryan Sweeting (1-1)      | SPA 5–7, 4–6 | SWE 6-2, 6–2 |              |

- Vincitore del round robin:  Vincent Spadea

### Round Robin 8
|   | Round Robin 8        | HAA               | YEN               | QUE              |
| 1 | Tommy Haas (2) (2-0) |                   | HAA 2–6, 6–4, 6–3 | HAA 6-4, 7–5     |
| 2 | Lu Yen-hsun (0-2)    | HAA 6-2, 4–6, 3–6 |                   | QUE 6(10)–7, 4–6 |
| 3 | Sam Querrey (1-1)    | HAA 4–6, 5–7      | QUE 7–6(10), 6–4  |                  |

- Vincitore del round robin:  Tommy Haas

## Tabellone

### Legenda
| - Q = Qualificato - WC = Wild card - LL = Lucky loser | - ALT = Alternate - SE = Special Exempt - PR = Protected Ranking | - w/o = Walkover - r = Ritirato - d = Squalificato |

## Qualificazioni

### Finali
|  | Quarti | Quarti                 | Quarti                 | Quarti | Quarti |  |  | Semifinali | Semifinali      | Semifinali      | Semifinali     | Semifinali |   |   | Finale | Finale      | Finale | Finale | Finale |  |
|  |        |                        |                        |        |        |  |  |            |                 |                 |                |            |   |   |        |             |        |        |        |  |
|  | 1      | James Blake            | James Blake            | 6      | 6      |  |  |            |                 |                 |                |            |   |   |        |             |        |        |        |  |
|  | 5      | Florian Mayer          | Florian Mayer          | 3      | 4      |  |  | 1          | James Blake     | James Blake     | 6              | 7          |   |   |        |             |        |        |        |  |
|  | 4      | Benjamin Becker        | Benjamin Becker        | 7      | 6      |  |  | 4          | Benjamin Becker | Benjamin Becker | 3              | 67         |   |   |        |             |        |        |        |  |
|  |        | Davide Sanguinetti     | Davide Sanguinetti     | 65     | 3      |  |  |            |                 |                 |                |            |   |   | 1      | James Blake | 7      | 4      | 4      |  |
|  | 7      | Guillermo García López | Guillermo García López | 1      | 1      |  |  |            |                 | 3               | Xavier Malisse | 5          | 6 | 6 |        |             |        |        |        |  |
|  | 3      | Xavier Malisse         | Xavier Malisse         | 6      | 6      |  |  | 3          | Xavier Malisse  | Xavier Malisse  | 6              | 6          |   |   |        |             |        |        |        |  |
|  | 8      | Vincent Spadea         | 6                      | 2      | 6      |  |  | 8          | Vincent Spadea  | Vincent Spadea  | 2              | 2          |   |   |        |             |        |        |        |  |
|  | 2      | Tommy Haas             | 3                      | 6      | 4      |  |  |            |                 |                 |                |            |   |   |        |             |        |        |        |  |